# La bella i la bèstia (pel·lícula de 1962)
 La bella i la bèstia (títol original en anglès: Beauty and the Beast) és una pel·lícula estatunidenca dirigida per Edward L. Cahn, estrenada el 1962, adaptació del conte homònim de Jeanne-Marie Leprince de Beaumont. Aquesta pel·lícula ha estat doblada al català.

## Argument
Un bell príncep és víctima d'una maledicció transformant-lo en una horrible bèstia. Una princesa intenta ajudar-lo mentre que els enemics del príncep intenten prendre-li el seu tron.

## Repartiment
- Joyce Taylor: Althea
- Mark Damon: Eduardo
- Eduard Franz: Orsini
- Michael Pate: Bruno
- Merry Anders: Sybil
- Dayton Lummis: Roderick
- Walter Burke: Grimaldi
- Alexander Lockwood: home
- Meg Wyllie: dona
- Charles Wagenheim: Mario
- Herman Rudin: Pasquale
- Jon Silo: Benito